# 中农镇
中农镇，是中华人民共和国四川省眉山市仁寿县曾经下辖的一个镇。2019年12月，撤销中农镇和新店乡，设立新店镇，以原中农镇和原新店乡所属行政区域为新店镇的行政区域。

## 行政区划
中农镇撤销前下辖以下地区：
周笼社区、能仁村、红卫村、龙台村、东君村、黄祠村、解放村、福堂村、天国村和玉皇村。